# Toro Rosso STR9
El Toro Rosso STR9 es un monoplaza de Fórmula 1 diseñado por Toro Rosso para competir en la Temporada 2014 de Fórmula 1. Es conducido por Jean-Éric Vergne y por Daniil Kvyat. El STR9 fue diseñado para montar el nuevo motor de Renault, el V6 1.6 turbo denominado Renault Energy F1-2014.
El monoplaza se presentó el 27 de enero de 2014 en el Circuito de Jerez, un día antes del comienzo de los test de pretemporada.

## Resultados
(Clave) (negrita indica pole position) (cursiva indica vuelta rápida)
| Año  | Motor                               | Neu. | N.º | Pilotos          | 1   | 2   | 3   | 4   | 5   | 6   | 7   | 8   | 9   | 10  | 11  | 12  | 13  | 14  | 15  | 16  | 17  | 18  | 19  | Puntos | Pos. |
| ---- | ----------------------------------- | ---- | --- | ---------------- | --- | --- | --- | --- | --- | --- | --- | --- | --- | --- | --- | --- | --- | --- | --- | --- | --- | --- | --- | ------ | ---- |
| 2014 | Renault Energy F1-2014 1.6 V6 Turbo | P    |     |                  | AUS | MYS | BHR | CHN | ESP | MON | CAN | AUT | GBR | GER | HUN | BEL | ITA | SIN | JPN | RUS | USA | BRA | ABU | 30     | 7°   |
| 2014 | Renault Energy F1-2014 1.6 V6 Turbo | P    | 25  | Jean-Éric Vergne | 8   | Ret | Ret | 12  | Ret | Ret | 8   | Ret | 10  | 13  | 9   | 11  | 13  | 6   | 9   | 13  | 10  | 13  | 12  | 30     | 7°   |
| 2014 | Renault Energy F1-2014 1.6 V6 Turbo | P    | 26  | Daniil Kvyat     | 9   | 10  | 11  | 10  | 14  | Ret | Ret | Ret | 9   | Ret | 14  | 9   | 11  | 14  | 11  | 14  | 15  | 11  | Ret | 30     | 7°   |

- Pilotos y constructores suman puntos dobles en el Gran Premio de Abu Dabi.